# Studenčeskaja (metropolitana di Novosibirsk)
Studenčeskaja (in russo:Студенческая) è una stazione della Linea Leninskaja, la linea 1 della Metropolitana di Novosibirsk. È stata inaugurata il 7 gennaio 1986.